# 帕克斯維爾
帕克斯維爾（英語：Parksville）是加拿大卑詩省西南部乃磨地區一座城市，坐落溫哥華島東部佐治亞海峽沿岸，離乃磨市西北約37公里，艾伯尼港以東約48公里。據2011年加拿大人口普查所示，帕克斯維爾市內人口為11977人。
首批歐裔殖民於1870年到此定居，首間郵局於1887年啓用，而該帶則以首位郵政局長帕克斯（Nelson Parks）命名。帕克斯維爾的經濟早期以伐木業為主，但隨著埃斯奎莫爾特及乃磨鐵路於1901年開通至此，區内旅遊業也逐步增長。帕克斯維爾於1945年正式建制為村，到1978年改制為鎮，再於1986年改設市。
帕克斯維爾市内的公共教育服務由69號校區提供。專上教育方面，溫哥華島大學於市内設有一座衛星校園。
卑詩省19號公路過去曾貫穿帕克斯維爾市中心；省政府於1996年至2001年間在該市以南興建一條達致高速公路資格的新路段，落成後將19號編號轉到該新建路段，而舊有路段則改編為19A公路。卑詩省4A公路的東端終點亦位於帕克斯維爾市内，與19號公路交匯後繼續往西伸延，之後匯入4號公路並往西經艾伯尼港伸延至吐芬奴。

## 外部連結
- 维基共享资源上的相關多媒體資源：帕克斯維爾
- （英文）City of Parksville （页面存档备份，存于）－帕克斯維爾市政府官方網站